# Daniel Noboa
Daniel Roy Gilchrist Noboa Azín (sinh ngày 30 tháng 11 năm 1987) là một doanh nhân, chính trị gia và chủ doanh nghiệp người Ecuador trong ngành chuối. Ông là tổng thống đắc cử của Ecuador sau khi chiến thắng trong cuộc tổng tuyển cử năm 2023. Ở tuổi 35, ông trở thành tổng thống trẻ nhất trong lịch sử của quốc gia này.
Ông là thành viên của Quốc hội Ecuador từ năm 2021 đến năm 2023, khi Quốc hội bị giải tán sau khi Tổng thống Guillermo Lasso áp dụng cơ chế muerte cruzada. Trước khi bắt đầu sự nghiệp chính trị, Noboa đã giữ một số vị trí tại Noboa Corporation, một công ty xuất khẩu do cha ông là Álvaro Noboa thành lập. Álvaro Noboa đã 5 lần tranh cử tổng thống Ecuador nhưng không thành công. Noboa được coi là người thừa kế công ty và tài sản của cha mình.
Tháng 5 năm 2023, Noboa tuyên bố ứng cử tổng thống trong cuộc bầu cử tổng thống bất ngờ năm 2023, với tư cách là ứng cử viên của đảng Hành động Dân chủ Quốc gia. Ông đã lọt vào vòng hai vào tháng 10, đối đầu với Luisa González, điều mà nhiều người coi là điều bất ngờ vì tỷ lệ ủng hộ thấp của ông trong những ngày dẫn đến cuộc bầu cử. Noboa đã giành được gần 52% số phiếu bầu trong vòng hai, đánh bại González vào ngày 15 tháng 10 năm 2023. Ông tái đắc cử nhiệm kỳ bốn năm trong vòng bầu cử tổng thống năm 2025, một lần nữa đánh bại González với cách biệt lớn hơn lần bầu cử trước.